# Euryodeia
Euryodeia (altgriechisch Εὐρυόδεια Euryódeia, von εὐρυόδειος „mit breiten Wegen“) ist eine Person der griechischen Mythologie.
Euryodeia ist laut Eustathios von Thessalonike und einem Scholion zu Homer von Zeus die Mutter des Arkeisios und somit Urgroßmutter des Odysseus.